# Cratere Airy-0
Airy-0 è un cratere marziano situato nei pressi dell'equatore del pianeta, all'interno del cratere Airy, nella regione di Sinus Meridiani. È utilizzato per determinare il meridiano principale del sistema di riferimento topografico marziano, analogamente a quanto avviene sulla Terra con Greenwich.